# Bolíviai boliviano
A boliviano Bolívia hivatalos pénzneme, váltópénze a centavo (1 boliviano = 100 centavo). Bolívia egyik korábbi pénznemét is bolivianónak hívták.

## Története
A jelenlegi bolivianót 1987-ben vezették be a súlyosan elinflálódott peso helyébe 1 boliviano = 1 000 000 peso arányban. Akkoriban 1 boliviano közelítőleg 1 amerikai dollárt ért.
Jelenleg 10, 20 és 50 centavo, illetve 1, 2 és 5 boliviano címletű érmék vannak forgalomban. A kétbolivianóst kétféle méretben verték, jelenleg is mindkettő hivatalos. A kisebbik nagyon hasonlít az egybolivianósra, bár attól eltérően nem kerek, hanem tizenegy szögletű. A hasonlóság miatt könnyű összetéveszteni a két érmét, ha a címletet nem vizsgálják meg alaposan. A bicolor ötbolivianós érmét Kanadában készítik. Korábban készültek 2 és 5 centavo értékű váltópénzek is, ezeket mára kivonták.
Bankjegyek 5, 10, 20, 50, 100 és 200 boliviano címletben találhatók meg a forgalomban. A kétboliviánóst már bevonták. Ötbolivianós bankjegyet újabban már nem bocsátanak ki (bár még mindig hivatalos), helyét az azonos címletű érme veszi át.

## Érmék
A boliviano és centavo érmék fejoldalán Bolívia címere található. Az érmén körbe az ország neve olvasható spanyolul República de Bolivia. Az írásoldalon az érme névértéke és a verés dátuma szerepel, továbbá a La Unión es la Fuerza mondat olvasható.

### 2010-es sorozat
| 10 centavo  |  | 19 mm | 2.2 gramm  | Acél                                        | Sima  | "LA UNIÓN ES LA FUERZA"; "50 CENTAVOS"; kibocsátás dátuma  | "ESTADO PLURINACIONAL DE BOLIVIA" (Bolíviai Többnemzetiségű Állam); Bolívia címere | 2010 |
| 20 centavo  |  | 22 mm | 3.6 gramm  | Acél                                        | Sima  | "LA UNIÓN ES LA FUERZA"; "50 CENTAVOS"; kibocsátás dátuma  | "ESTADO PLURINACIONAL DE BOLIVIA" (Bolíviai Többnemzetiségű Állam); Bolívia címere | 2010 |
| 50 centavo  |  | 24 mm | 3.75 gramm | Acél                                        | Sima  | "LA UNIÓN ES LA FUERZA"; "50 CENTAVOS"; kibocsátás dátuma  | "ESTADO PLURINACIONAL DE BOLIVIA" (Bolíviai Többnemzetiségű Állam); Bolívia címere | 2010 |
| 1 Boliviano |  | 27 mm | 5 gramm    | Acél                                        | Sima  | "LA UNIÓN ES LA FUERZA"; "1 BOLIVIANO"; kibocsátás dátuma  | "ESTADO PLURINACIONAL DE BOLIVIA" (Bolíviai Többnemzetiségű Állam); Bolívia címere | 2010 |
| 2 Boliviano |  | 29 mm | 7 gramm    | Acél                                        | Sima  | "LA UNIÓN ES LA FUERZA"; "2 BOLIVIANOS"; kibocsátás dátuma | "ESTADO PLURINACIONAL DE BOLIVIA" (Bolíviai Többnemzetiségű Állam); Bolívia címere | 2010 |
| 5 Boliviano |  | 23 mm | 5 gramm    | közepe: rézzel bevont acél körgyűrűje: acél | Recés | "LA UNIÓN ES LA FUERZA"; "5 BOLIVIANOS"; kibocsátás dátuma | "ESTADO PLURINACIONAL DE BOLIVIA" (Bolíviai Többnemzetiségű Állam); Bolívia címere | 2010 |

## Bankjegyek

### 1987-es sorozat (1987- 2018)
1987-ben 2, 5, 10, 20, 50, 100 és 200 boliviano névértékű címleteket tartalmazó banjegysorozatot bocsátottak ki. A szériát biztonságtechnikai szempontból többször korsezrűsítették. A 2 boliviánóst 1991-ig, az 5 boliviánóst pedig 2001-ig nyomtatták. A széria külföldön, több pénzjegynyomdában készült, így a spanyol 	
Fábrica Nacional de Moneda y Timbre (FNMT), a brit Thomas de la Rue, a kanadai Canadian Bank Note Company, a francia Oberthur Fiduciaire (FC Oberthur, 	
Oberthur Technologies) is nyomtatta. Valamennyi címletén egységesen, a tényleges kibocsátás idejétől függetlenül az 1986.11.28. rögzített dátum szerepel, valamint Simón Bolívar portréja a vízjelben, méretük 140 x 70 mm.

### 2018-as sorozat
2018-ban új bankjegysorozatot bocsátanak ki, amely pamut alapanyagú lesz, valamennyi címletét a francia Oberthur Fiduciaire nyomtatja. A széria 500 bolivianós címletet is tartalmaz majd. Különlegessége, hogy minden címletén 3 - 3 neves személyiség portréja szerepel egyszerre.
| Névérték      | Méret       | Szín         | Leírás | Leírás                                                    | Dátumok        | Dátumok              | Dátumok     |
| Névérték      | Méret       | Szín         | Előlap | Hátlap                                                    | Első nyomtatás | Kibocsátás           | visszavonás |
| ------------- | ----------- | ------------ | --- | --------------------------------------------------------- | -------------- | -------------------- | ----------- |
| 10 boliviano  | 140 x 70 mm | kék          | José Santos Vargas "El Tambor Vargas", Apiaguaiki Tüpa és Eustaquio Ménde; Caverna de Umajalanta (cseppkőbarlang) | Isla del Pescado (Halsziget), kolibrik (Picaflor Gigante) | 2018           | 2018. május 28.      | forgalomban |
| 20 boliviano  | 140 x 70 mm | narancssárga | Strong Samaypata, Genoveva Ríos, Tomás Katari, Pedro Ignacio Muiba                                                | Árbol Toborochi, fekete kajmán                            | 2018           | 2018. szeptember 10. | forgalomban |
| 50 boliviano  | 140 x 70 mm | ibolya       | José Manuel Baca "Cañoto", Bruno Racua, Pablo Zárate                                                              | Nevado Sajama, andoki flamingó                            | 2018           | 2018. október 15.    | forgalomban |
| 100 boliviano | 140 x 70 mm | piros        | Juana Azurduy de Padilla, Alejo Calatayud, Antonio José de Sucre                                                  | papagáj, vízesés                                          | 2018           | 2019. január 15.     | forgalomban |
| 200 boliviano | 140 x 70 mm | zöld         | Simón Bolívar, Bartolina Sisa, Tupak Katari                                                                       |                                                           | 2019           | 2019. április 23.    | forgalomban |